# Condemned: Criminal Origins
Condemned: Criminal Origins ist ein Computerspiel aus den Genres Survival Horror und Action, das von Monolith Productions entwickelt und von Sega am 15. November 2005 in den USA für die Xbox 360 veröffentlicht wurde. Die Windows-Version folgte am 11. April 2006.

## Überblick
In Condemned: Criminal Origins übernimmt der Spieler die Rolle des FBI-Agenten Ethan Thomas, der einem Serienmörder auf der Spur ist. In einer nicht näher beschriebenen amerikanischen Stadt stranguliert dieser als Matchmaker bekannte Killer seine Opfer und setzt ihre Leichen zusammen mit Kaufhauspuppen bizarr in Szene. Doch der Killer ist nicht die einzige Gefahr, die in der Stadt lauert. In einigen Stadtteilen ist die Zahl an Gewalttaten drastisch gestiegen, es sterben massenweise Vögel ohne ersichtlichen Grund, und die Polizisten, die in diesen Gebieten auf Streife sind, kommen oft verändert und gewalttätig zurück. Es ist an Ethan, diesen Dingen auf den Grund zu gehen.

## Spielprinzip
Condemned: Criminal Origin ist ein Survival-Horror-Spiel mit Elementen des Ego-Shooters und Action-Adventures. Die Entwickler nennen Thriller wie Sieben oder Das Schweigen der Lämmer als Inspirationsquellen. Dabei setzt das Spiel im Unterschied zu den meisten Genrevertretern vor allem auf Nahkämpfe, der Gebrauch von Schusswaffen wird durch die stark begrenzte Verfügbarkeit von Munition nur selten vorgenommen. Als Waffen kommen u. a. Feuerwehraxt, Vorschlaghammer und Hackmesser zum Einsatz. Neben den Kämpfen werden auch andere Spielinhalte geboten: die Spurensicherung (Fingerabdrücke, Blutspuren) bieten dem Spieler immer wieder eine Verschnaufpause. In den Leveln gibt es versteckte Gegenstände, deren Auffinden Bonusmaterial (Artwork zum Spiel oder Hintergrundinformationen zur Handlung) freischaltet. Weiterhin setzt das Spiel in Anlehnung auf die oben genannten Filme auf psychologische Elemente. In vielen Situationen wird dem Spieler das Gefühl vermittelt, beobachtet zu werden. Es kann z. B. vorkommen, dass der Spieler einem Gegner um eine Ecke folgt und dieser plötzlich verschwunden ist. Der Spieler weiß zwar, dass der Gegner noch in der Nähe ist, aber zusammen mit der allgegenwärtigen Dunkelheit und der Geräuschkulisse wird ein klammes Gefühl des ständigen Verfolgtwerdens erzeugt. Unterstützt wird die unheilvolle Atmosphäre durch die martialischen Gewaltdarstellungen: Als Finishing Move kann der Spieler u. a. verwundeten, wehrlosen Gegnern das Genick brechen oder ihnen die Faust ins Gesicht rammen, um sie zu töten.

## Handlung
Während seiner Ermittlungen wird Ethan auf einen Mann in der Nähe des Tatortes aufmerksam. Er verfolgt den vermeintlichen Matchmaker, wird von diesem jedoch überwältigt und muss mitansehen, wie mit seiner Dienstwaffe zwei Kollegen erschossen werden. Er selbst überlebt und wacht verwundert in seinem Apartment auf. Mithilfe von Malcolm Vanhorn, einem Freund seines verstorbenen Vaters, gelingt es Ethan vor der Polizei zu fliehen. Er flüchtet in eine U-Bahn-Station und findet hier Beweise für ein starkes Interesse des Killers an Ethans Vergangenheit. Glücklicherweise glaubt Ethans Kollegin Rosa an seine Unschuld und unterstützt ihn mit Laboranalysen. Ethan verfolgt den Killer, wird jedoch bei der Verfolgungsjagd aus einer fahrenden U-Bahn geworfen. Er überlebt und findet ein zweites Geheimversteck des Killers, welches Hinweise auf den Burnside Department Store enthält. Dort angekommen entdeckt Ethan ein weiteres Opfer des Matchmakers. Diesmal ist es ein Mann in Kombination mit einer weiblichen Kaufhauspuppe. Schnell entdeckt Ethan jedoch, dass es sich bei dem Opfer um den Matchmaker selbst handelt. Rosa und Ethan wird klar, dass der Mann, den Ethan verfolgt hat, nicht der Matchmaker ist, sondern ein Serienmörder, der andere Serienmörder jagt. Er wird von Ethan und Rosa auf den Namen „Serial Killer X“" getauft. Und es wird klar, dass der Täter es auf Serienmörder abgesehen hat, gegen die Ethan ermittelt.
Die beiden einigen sich auf ein Treffen um gemeinsam nach Hinweisen auf den Täter zu suchen. Um nicht aufzufallen wählen sie die Stadtbibliothek als Treffpunkt, da diese nach einem Brand zur Renovierung geschlossen ist. Rosa zeigt Ethan eine Geheimakte über ihn selbst. Doch dem Täter gelingt es, Rosa in seine Gewalt zu bringen und benutzt sie, um Informationen über einen anderen Serienmörder zu bekommen, der auf Ethans Fahndungsliste steht: Der Torturer.
Ethan findet Rosa wieder und die beiden versuchen, dem Killer zuvorzukommen. Um den Torturer zu finden beschließt Ethan einer Spur nachzugehen: Dem Verschwinden von Mr. Tibbit, dem ehemaligen Sportlehrer. Die beiden vermuten, dass der Torturer den Lehrer in ihre alte Schule gebracht hat. Bei ihrem Gespräch werden die beiden vom Serial Killer X belauscht. In der Schule angekommen findet Ethan den verstümmelten Lehrer und erfährt vor dessen Tod noch, dass Serial Killer X schneller war. Es gelingt Ethan auf Grund eines seltenen Pestizides die Spur des Killers zu einem abgelegenen Apfelhain zu verfolgen.
Vanhorn bietet sich als Fahrer an und gemeinsam brechen sie auf. Ethan findet den Torturer, der aus lauter Furcht vor Serial Killer X den Selbstmord vorgezogen hat. Ethan nimmt die Position des toten Torturers ein und schafft es, den Mörder zu überwältigen, wird jedoch selbst von Vanhorn niedergeschlagen. Er sieht wie Vanhorn versucht den Mörder, seinen Neffen Leland, zu beruhigen, doch dieser fängt an ihn zu würgen. Ethan verliert das Bewusstsein und erwacht gefesselt. Leland spricht mit ihm und rühmt sich seiner Erfolge gegen die anderen Serienmörder. Aus einer Laune heraus entschließt er sich, Ethans Zeigefinger abzuschneiden. Dabei erscheint hinter ihm eine dämonisch anmutende Figur. Bevor Leland Ethan endgültig töten kann, reißt Vanhorn ihn zu Boden und schreit Ethan zu, dass „Es“ hinter dem ganzen Wahnsinn stecke und getötet werden müsse.
Ethan flüchtet aus dem nun brennenden Schuppen und jagt „Es“ durch den Apfelhain, wo er es sehr brutal tötet (er reißt dem Monster den metallischen Unterkiefer und die eiserne Wirbelsäule aus dem Körper). Er kehrt zu Vanhorn zurück und sie fahren zurück in die Stadt. Während der Fahrt entdeckt Ethan, dass Leland noch lebt und im Kofferraum liegt. Er fordert Vanhorn zum Halten auf und öffnet den Kofferraum, bereit Leland zu erschießen. Vanhorn zieht seine eigene Waffe und bedroht Ethan. Plötzlich sind die beiden von Dämonen umstellt. Hier hat der Spieler die Wahl, abzudrücken und Leland damit zu töten, oder abzuwarten und ihm zu vergeben, vergibt der Spieler ihm, wird sich Leland mit seiner eigenen Waffe selbst hinrichten. Unabhängig von der Entscheidung findet sich Ethan in der nächsten Szene in einem Café wieder. Er hat eine Verabredung mit Rosa. Diese erklärt ihm, dass anscheinend eine Sekte hinter den Morden stehe, und ob er etwas über diese Sekte wisse. Ethan verneint und Rosa verabschiedet sich von ihm. Ethan taumelt in die Toilette und übergibt sich in ein Waschbecken. Als er seinen Kopf zur Kamera dreht, ist zu sehen, dass sich sein Kopf in den eines Dämonen verwandelt hat.

## Indizierung in Deutschland
In Deutschland wurde das Spiel am 8. Februar 2008 vom Amtsgericht München wegen unmenschlicher und grausamer Gewaltdarstellung sowie der Glorifizierung von Selbstjustiz und Gewaltanwendung nach § 131 StGB bundesweit beschlagnahmt, obwohl die Bundesprüfstelle für jugendgefährdende Medien mit der vorherigen Indizierung im April 2006 auf Listenteil A keinen strafbaren Inhalt sah. Es unterliegt somit einem Verbreitungsverbot und darf in Deutschland nicht mehr verkauft werden.

## Rezeption
Condemned: Criminal Origins erhielt positive Wertungen, so vergaben GameSpot 8 von 10 Punkten und IGN 8,5 von 10 Punkten für das Spiel. Gelobt wurden Grafik und Sounddesign, die bedrohliche Atmosphäre und die intensiven Nahkämpfe, bemängelt hingegen die kurze Spieldauer, die Handlung und die monotone Levelgestaltung.
Die Internet-Magazine Rock, Paper, Shotgun, PC World, IGN und GamesRadar nahmen Condemned in ihre Auswahl der besten Horrorspiele auf.

## Condemned 2: Bloodshot
In Condemned 2 übernimmt man wieder die Rolle von Ethan Thomas, der elf Monate nach den Ereignissen des ersten Teils zu einem Trinker wurde und auf der Straße lebt. Durch seinen enormen Alkoholkonsum leidet Thomas auch unter Wahnvorstellungen und die Kriminalitätsrate in der Stadt hat sich weiter erhöht. Durch den Tod von Malcom Vanhorn wird die Geschichte von Condemned 2 ins Rollen gebracht. Diese dreht sich hauptsächlich um die Sekte der Oro, die schon am Ende des ersten Teils erwähnt wurde.
Am 27. August 2008 wurde das Spiel, wie schon sein Vorgänger, durch das Amtsgericht München wegen seiner Gewaltdarstellung bundesweit beschlagnahmt (Aktenzeichen 855 Gs 384/08). Betroffen sind sowohl die PlayStation-3- als auch die Xbox-360-Fassung.

## Dritter Teil
Da es lange Zeit sehr ruhig um Condemned war, galt ein Nachfolger als sehr unwahrscheinlich. Ein Mitarbeiter von Sega sagte dazu:

“Sadly it will never happen. Condemned 2 just didn’t sell enough copies. It is sad that Condemned 2 got caught up in the ‘everything needs multiplayer’. We could have really used the staff on multiplayer to make the single player campaign amazing. There was some good ideas of where to take the game. I’ve always wanted to do a reboot and just play Condemned 2 off as a bad hangover and have Thomas closer to what he was in C1.”

Der Besitzer der Marke Condemned ist der Monolith-Mitgründer Jason Hall. 2015 gab er in einem Interview an, dass er einen Nachfolger entwickeln lassen würde, wenn ihm ein Studio ein taugliches Spielkonzept vorlegen könnte. Da Sega Rechteinhaber der Vorgänger Condemned: Criminal Origins und Condemned 2: Bloodshot ist, wären Remakes der früheren Teile allerdings nicht möglich.